# Girkalnis
 Girkalnis   est un village de l'Apskritis de Kaunas au centre de la Lituanie. La population totale est de 877 habitants (2001).

## Histoire
De juillet à septembre 1941, environ 1 000 juifs de la ville et des villages voisins de Raseiniai, Betygala sont assassinés. Cette exécution de masse est perpétrée dans le cadre de la Shoah par balles par des allemands aidés de collaborateurs lituaniens.